# آریا فیشر
آریا فیشر (انگلیسی: Aria Fischer؛ زادهٔ ۲ مارس ۱۹۹۹) بازیکن واترپلو اهل ایالات متحده آمریکا است.
وی در مسابقات کشوری و بین‌المللی در مجموع برندهٔ ۴ مدال طلا شده‌است.